# Obsjtina Berkovitsa
Obsjtina Berkovitsa (bulgariska: Община Берковица) är en kommun i Bulgarien.   Den ligger i regionen Montana, i den västra delen av landet, 60 km norr om huvudstaden Sofia. Antalet invånare är 13 279. Arean är 81 kvadratkilometer. Obsjtina Berkovitsa gränsar till Varshets.
Terrängen i Obsjtina Berkovitsa är kuperad åt sydväst, men åt nordost är den platt.
Obsjtina Berkovitsa delas in i:
- Borovtsi
- Bărzija
- Gaganitsa
- Zamfirovo
- Mezdreja
- Slatina

Följande samhällen finns i Obsjtina Berkovitsa:
- Berkovitsa

Omgivningarna runt Obsjtina Berkovitsa är en mosaik av jordbruksmark och naturlig växtlighet. Runt Obsjtina Berkovitsa är det ganska glesbefolkat, med 36 invånare per kvadratkilometer.